# Geasa
Geasa (с др.-ирл. — «гейсы») — ирландская келтик-метал-группа, основанная в 1994 году. Она была на передовой с момента возникновения фолк-метала и ставится в один ряд с другими известными представителями этого жанра в Ирландии (Cruachan, Waylander и Primordial).

## Характеристики
Название
Группа получила свое название от слова geis (множественное число: geasa), которое в ирландской мифологии и фольклоре является своеобразным табу, будь то обязательство или запрет, похожее на наложение обета или заклинания. Гейс можно сравнить с проклятием или, как это ни парадоксально, даром. Если кто-то, находящийся под гейсом, нарушает связанное с ним табу, нарушитель будет страдать от бесчестья или даже умрёт. С другой стороны, считается, что соблюдение гейса приносит силу. Часто именно женщины накладывают гейсы на мужчин. В некоторых случаях женщина оказывается богиней или другой фигурой верховной власти.
Стиль
Группа сочетает традиционную кельтскую музыку с блэк-металом, создавая кельтский блэк-метал. Начав с брутального блэк-метала в стиле Immortal или Darkthrone на демозаписи, группа добавила ирландский колорит к не совсем обычному блэк-металу на дебютном альбоме Angel's Cry (1999). Отмечается также влияние готик-рока на дебютном альбоме.
Лирика
Лирика содержит в основном кельтские темы.
Дизайн обложек
Иллюстрация на обложке Angel's Cry (1999) — работа Луиса Ройо.
Внешний вид

## История
Дрейган (бас/клавишные) и Саймон О'Лаогэр (ударные) основали Geasa в 1994 году с целью объединить экстремальный метал и кельтскую культуру. Спустя 2 года квинтет записал своё первое демо Starside (которое было ремастерировано в 2003 году и составило вторую половину их второго альбома Fate's Lost Son). Демозапись получила приличную известность, а иногда даже оценивается выше дебютного альбома. Саймон О'Лаогэр начинает совмещать работу в Geasa и Primordial, в то время как сама Geasa сильно меняется. Группа переходит от одного к двум гитаристам. Вместо Фергала приходят Филип Уайт и Стивен Махер (Abaddon Incarnate). Затем вокал переходит к Дрейгану, а Брайан О'Коннор (вокал) уходит, чтобы основать группу Kingdom.
Дебютный альбом Angel's Cry (1999) был записан на знаменитой финнской студии Tico Tico под руководством Ахти Кортелайнена (Impaled Nazarene, Sentenced и многие другие) и вышел на французском лейбле Season of Mist. Однако альбом был встречен специализированной прессой неоднозначно.
Затем группа перешла на ирландский лейбл Acheron Records и в 2003 году выпустила второй альбом Fates Lost Son.

## Участники
Текущий состав
- Draighean — вокал, бас, клавишные
- Philip White — гитара, клавишные
- Cory Sloan[комм. 1] — гитара
- Simon Ó Laoghaire[комм. 2] — ударные

Бывшие участники
- Brian O'Connor — вокал (1994–1998)
- Fergal Purcell — гитара (1994–1996)
- Steve Maher[комм. 3] — гитара (1996–2007)
- Antoine Arrighi "Denosdrakkh" — гитара (?–2008)

## Дискография
Альбомы
- Angel's Cry (1999)
- Fate's Lost Son (2003)
- Godslaughter (2005)

Прочее
- Starside (1996) — демозапись
- Murder (2004) — мини-альбом